# 長距離沙漠群
長距離沙漠群（英語：Long Range Desert Group）是在第二次世界大戰期間由英國陸軍組建的特種部隊。它負責偵查及突擊，運作於北非戰場，以對抗德意志非洲軍。
前身為於1940年在埃及建立的長距離偵察隊（Long Range Patrol），1940年11月擴編後，改稱為長距離沙漠群。1943年，軸心國部隊投降，這支部隊被移動到東地中海區，負責希臘列島、義大利及巴爾幹半島地區的任務。1945年，此部隊解編。

## 歷史
1940年，拉夫·勞格諾德（Ralph Alger Bagnold）在埃及組建了這個部隊。